# Partneragentur
Die Partneragentur betreibt Partnervermittlung als eine Dienstleistung. Dabei wird im Auftrag einer suchenden Person durch den Dienstleister eine zu dem Suchenden „passende Person“, in der Regel anderen Geschlechts, vermittelt. Ziel der Vermittlung ist der Aufbau einer Liebesbeziehung bis hin zur Heirat. Nach der Verbreitung des Internets fand die Partnervermittlung breitere gesellschaftliche Anerkennung. Online-Partneragenturen wachsen seit dem Jahr 2000 rasant. In Deutschland wird ihre Zahl auf etwa 2000 geschätzt. Ihr Umsatz betrug in Deutschland 2006 einhundert Millionen Euro. Die Zahl der Nutzer liegt in Deutschland zwischen 6 und 8 Millionen.
Die Leistung ist in der Regel kostenpflichtig, ist aber nach § 656 BGB gesetzlich nicht einklagbar.

„Die deutschen Gerichte sind unterschiedlicher Auffassung, ob eine Partnervermittlung ein "Dienst höherer Art" ist oder nicht. Dienste höherer Art zeichnen sich durch ein besonderes Vertrauensverhältnis aus und können deshalb fristlos und ohne Angabe von Gründen gekündigt werden. Der Bundesgerichtshof hat ... [2009] zugunsten eines Kunden entschieden, der seinen Vertrag bei einer Partneragentur fristlos gekündigt hatte. Eine einheitliche Rechtsprechung gibt es aber noch nicht.“

In der Praxis wird häufig unter dem Stichwort „Wucher“ über die Höhe des Entgelts gestritten und die Werbung, namentliche Lockvogelangebote, kritisch beurteilt.